# さんま・所のオシャベリの殿堂
『さんま・所の乱れ咲き花の芸能界 オシャベリの殿堂』（さんま・ところのみだれざきはなのげいのうかい おしゃべりのでんどう）は、1992年12月30日から日本テレビ系全国ネットの単発特別番組枠『スーパースペシャル（THEスペシャル!）』（1994年4月以降）内で不定期放送されていたトークバラエティ番組。

## 概要
明石家さんまと所ジョージが司会を務めた番組で、毎回ゲストを招き、彼らと好き嫌いのテーマに沿ってトークをしていた。『木曜スペシャル』などで放送されていた『タモリ&さんまの爆笑タッグマッチ』（1987年 - 1992年放送）の後継番組とも呼べる内容で、ゲストを迎えてトークする形式はそのままに、さんまのパートナーを所に変更して行われた。また、ゲストは女性芸能人限定だったものを男女ともに呼べるようにした。トーク好きのさんまが司会を務めていたことから、収録は毎回10時間を越え、エンディングでは「さんまの声は枯れていた…」というナレーションが入っていた。番組のラストでは、ホワイトボードに書かれたゲストからのさんまと所への寄せ書きを紹介していた。
1992年12月30日に第1回目が放送された。第1回目のタイトルは『さんま・所の乱れ咲き花の芸能界 “私はコレが嫌い!”と言っておかないと年が越せないでしょ!スペシャル』で、開始後数回は似たようなタイトルが続いていた。初回のゲストは長嶋茂雄・伊東四朗・ウッチャンナンチャン・上岡龍太郎・佐野量子・森田健作・岡本夏生だった。1994年までは改編期首特番として放送されていたが、視聴率が伸び悩んだため、1995年以降は改編期から外して毎年1月と7月に放送されるようになった。ただし、8月と9月に放送の時もあった。
1998年ごろから2002年までは安定して15%以上の視聴率を記録していたが、2003年の放送から視聴率が低迷し、2004年1月放送の事実上の最終回は11.7%であった。しかし、通算では26回にわたって放送された。

## ゲスト

### 1992年12月30日
タイトル-『さんま・所の乱れ咲き花の芸能界 “私はコレが嫌い!”と言っておかないと年が越せないでしょ!スペシャル』
- 長嶋茂雄
- 伊東四朗
- ウッチャンナンチャン（内村光良・南原清隆）
- 上岡龍太郎
- 佐野量子
- 森田健作
- 岡本夏生

### 1993年3月25日
- 京本政樹
- 布施博
- 錦織一清（少年隊）
- 間寛平
- 千昌夫
- 大屋政子
- 工藤静香

### 1993年10月5日
- 笑福亭鶴瓶
- 浜田幸一
- 西田ひかる
- 柳葉敏郎
- 山咲千里
- 根津甚八
- 飯島愛
- 石田純一

### 1994年1月6日
タイトル-『さんま・所の(秘)超激突 乱れ咲き花の芸能界! 酒池肉林大盛りデラックス』
- 舘ひろし
- ガッツ石松
- 木村拓哉（SMAP）
- 細川ふみえ
- 舞の海
- 丸山茂樹
- 関根勤
- 加賀まりこ

### 1994年6月25日
タイトル-『さんま・所の乱れ咲き花の芸能界 (秘)爆烈トーク・夏の激闘編』
収録時間-7時間48分（エンディングより）
- ヒロミ
- 武双山
- 大地真央
- 鈴木杏樹
- 野際陽子
- 古舘伊知郎
- コント赤信号（渡辺正行・ラサール石井・小宮孝泰）

### 1996年1月20日
タイトル-『さんま・所の乱れ咲き花の芸能界 オシャベリの殿堂(秘)禁断豪華版』
- TOKIO（城島茂・山口達也・国分太一・松岡昌宏・長瀬智也）
- ともさかりえ
- ヒロミ、林家こぶ平

### 1996年7月13日
タイトル-『さんま・所の乱れ咲き花の芸能界 オシャベリの殿堂(秘)夏の特別編』
- 桃井かおり
- 梅宮アンナ
- 笑福亭松之助
- 吉川ひなの
- 江守徹
- 西岡德馬
- 高橋由美子

### 1997年7月19日
タイトル-『さんま・所の乱れ咲き花の芸能界 オシャベリの殿堂(秘)夏は最強版』
- 今田耕司、東野幸治
- 一色紗英
- つぶやきシロー
- 草彅剛（SMAP）
- 長嶋一茂
- 柴田理恵、久本雅美

### 1998年1月24日
タイトル-『さんま・所の乱れ咲き花の芸能界 オシャベリの殿堂(秘)衝撃告白版』
- 奥菜恵
- 大石恵
- 浅田美代子
- 中居正広（SMAP）
- シティボーイズ（きたろう・大竹まこと・斉木しげる）
- 江川卓

### 1998年7月25日
タイトル-『さんま・所の乱れ咲き花の芸能界 オシャベリの殿堂(秘)最強豪華版』
収録時間-9時間（エンディングより）
- ビビアン・スー
- ロンドンブーツ1号2号（田村淳・田村亮）
- 木村拓哉（SMAP）
- 菅野美穂
- 石田純一

### 1999年1月25日
タイトル-『さんま・所の乱れ咲き花の芸能界 オシャベリの殿堂(秘)仰天豪華版』
収録時間-9時間（エンディングより）
- 吉田拓郎
- 中森明菜
- キャイ〜ン（ウド鈴木・天野ひろゆき）
- 大原麗子
- 森本レオ

### 1999年8月15日
タイトル-『さんま・所の乱れ咲き花の芸能界 オシャベリの殿堂(秘)仰天豪華版』
収録時間-10時間42分（エンディングより）
- カミングセンチュリー（森田剛・三宅健・岡田准一）
- 爆笑問題（田中裕二・太田光）
- 志村けん
- ラモス瑠偉
- 中村勘九郎

### 2000年
- ネプチューン（名倉潤・原田泰造・堀内健）
- 草彅剛（SMAP）
- 中村雅俊
- オセロ（中島知子・松嶋尚美）
- 松本伊代

### 2001年
- 加藤晴彦
- 高橋克典
- おすぎ、ピーコ
- 梅宮アンナ
- 坂下千里子
- 高田純次

### 2001年9月15日
タイトル-『さんま・所の乱れ咲き花の芸能界 オシャベリの殿堂(秘)抱腹絶倒版』
収録時間-10時間13分（エンディングより）
- 藤井隆
- 小川直也
- 稲森いずみ
- 黒木瞳
- いかりや長介

### 2002年1月26日
- 竹中直人
- 広末涼子
- 瀬戸朝香
- 中村俊介
- いっこく堂
- 三倉茉奈、三倉佳奈

### 2002年7月27日
- Mr.マリック
- 長谷川京子
- 雨上がり決死隊（宮迫博之・蛍原徹）
- 堺正章
- 神田うの

### 2003年1月25日
- 上原多香子
- 中川家（中川剛・中川礼二）
- ミニモニ。（矢口真里・辻希美・加護亜依・ミカ）
- 高橋愛
- 木村佳乃
- 北村総一朗

### 2003年9月13日
タイトル-『さんま・所の乱れ咲き花の芸能界オシャベリの殿堂（秘）豪華爆笑版』
- 松浦亜弥
- さまぁ〜ず（三村マサカズ・大竹一樹）
- 観月ありさ
- 高橋克実
- 藤岡琢也

### 2004年1月31日
- オダギリジョー
- 津川雅彦
- 後藤真希
- くりぃむしちゅー（上田晋也・有田哲平）
- 小池栄子

## 主なスタッフ
最終回（2004年1月31日）時点
- ナレーター：玄田哲章
- 構成：大岩賞介
- スイッチャー：村松明
- カメラ：山田祐一
- 音声：大島康彦
- 調整：矢込宏敬
- 照明：中瀬有紀
- 美術・デザイン：石附千秋
- 装置：峰崎俊輔
- 装飾：佐久間聖
- 電飾：稲葉和幸
- 造園：福島幸夫
- 生花：柴田正子
- メイク：佐々木恵
- 音効：古川直樹
- タイムキーパー：池田佳寿子
- 編集・MA：オムニバスジャパン
- 制作デスク：満本清美
- フロアディレクター：木村光一
- 制作進行：竹下美佐
- アシスタントディレクター：杉本ルリ子
- 協力：日本テレビアート（現：日テレアックスオン）、NTV映像センター（現：日テレグループ企画）
- 特別協力：TV CLUB、吉本興業
- 制作協力：日企
- ディレクター：加藤宏実、武井正弘（共に日企）
- 総合演出：岩山高彦（日企、以前はディレクター）
- アシスタントプロデューサー：松本京子、上田識喜（共に日テレ）
- プロデューサー：安岡喜郎、寺内壮 / 宇佐美友教、河野直樹 / 今村司（安岡、寺内、今村 → 日テレ/宇佐美、河野 → 日企）
- チーフプロデューサー：吉川圭三 / 吉田真（共に日テレ / 吉川…以前は企画・演出 → プロデューサー）
- 製作著作：日本テレビ

過去のスタッフ
- 構成：おちまさと、都築浩
- 協力：服部栄養専門学校
- スーパーバイザー：菅賢治（日テレ/以前はプロデューサー）
- 演出・ディレクター：岩山高彦、柳川 剛（共に日企）
- プロデューサー：土屋泰則、政橋雅人（日テレ）
- チーフプロデューサー：金谷勲夫、山根義紘、高田真治、桜田和之、佐野譲顕（日テレ / 桜田、佐野 → 以前はプロデューサー）
- 制作：神戸文彦、重松修、吉岡正敏、室川治久（日テレ）